# Коле (Виченца)
Коле је насеље у Италији у округу Виченца, региону Венето.
Према процени из 2011. у насељу је живело 353 становника. Насеље се налази на надморској висини од 112 м.